# Ворошилово (Давлекановський район)
Вороши́лово (рос. Ворошилово, башк. Ворошилов) — присілок у складі Давлекановського району Башкортостану, Росія. Входить до складу Алгинської сільської ради.
Колишня назва присілку — Ново-Березовка.
Населення — 34 особи (2010; 51 в 2002).
Національний склад:
- німці — 61 %